# 目名駅
目名駅（めなえき）は、北海道磯谷郡蘭越町目名にある北海道旅客鉄道（JR北海道）函館本線の駅である。駅番号はS28。電報略号はメナ。事務管理コードは▲130102。当駅から滝川駅まで本社管轄となる。

## 歴史

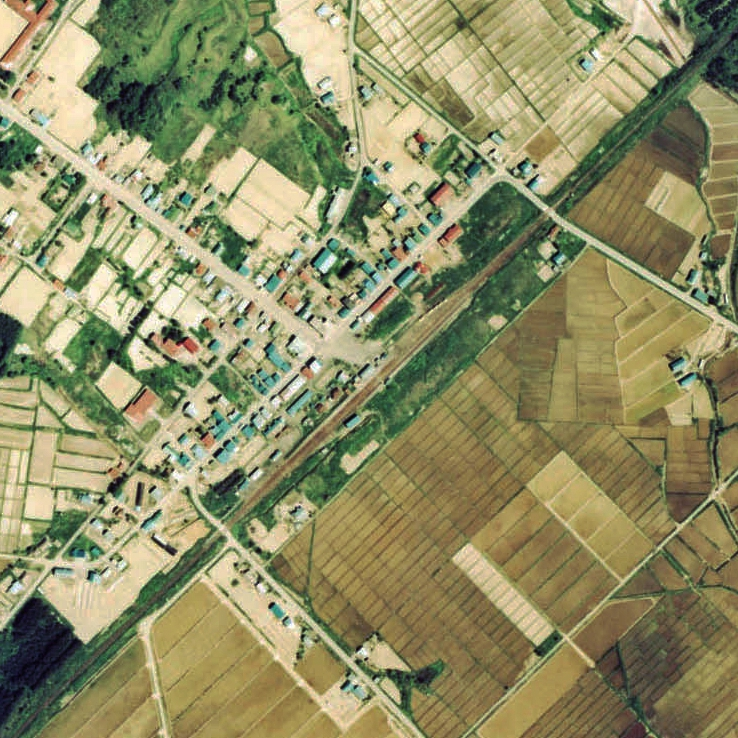
1976年の目名駅と周囲約750m範囲。左下が長万部方面。少しずれた形の相対式ホームと待避用中線を有する2面3線。駅舎横の長万部側に貨物ホームと引込み線を有しているが、既に貨物取扱廃止となっていて、黄色の保線車とレール運搬台車らしき姿が見える。駅裏の長万部側には、保線車用の青屋根の車庫と引込み線がある。

- 1904年（明治37年）10月15日：北海道鉄道 歌棄駅（現在の熱郛駅） - 小沢駅間の延伸開業に伴い、同線の磯谷駅（いそやえき）として開業[1]。一般駅[1]。
- 1905年（明治38年）12月15日：目名駅（めなえき）に改称[1]。
- 1907年（明治40年）7月1日：北海道鉄道の国有化に伴い、国有鉄道に移管[1]。
- 1909年（明治42年）10月12日：国有鉄道線路名称制定に伴い、函館本線の駅となる。
- 1949年（昭和24年）6月1日：日本国有鉄道法施行に伴い、日本国有鉄道（国鉄）に継承。
- 1974年（昭和49年）9月5日：貨物取扱い廃止[1]。
- 1982年（昭和57年）3月1日：荷物取扱い廃止[1]。旅客関係の駅員を配置しない無人駅扱い[4]の簡易委託駅となる。
- 1986年（昭和61年）11月1日：交換設備を廃止、運転無人化。
- 1987年（昭和62年）4月1日：国鉄分割民営化に伴い、北海道旅客鉄道（JR北海道）の駅となる[1]。
- 1992年（平成4年）4月1日：簡易委託廃止、完全無人化。
- 2000年（平成12年）：交換設備を再度設置。
- 2007年（平成19年）10月1日：駅ナンバリングを実施[JR北 1]。

### 駅名の由来
旧駅名の「磯谷」は郡名からで、もともとは現在寿都郡となっている現：寿都町磯谷・横澗の付近から発生した地名で、アイヌ語の「イソヤ（iso-ya）」（岩磯の・岸）に字を当てたものであった。
現名称の「目名」もまたアイヌ語に由来し、尻別川支流の目名川のアイヌ語名「メナ」に由来する。この「メナ」は現在では語義不明となっているが、一説には「支流」「細い流れ」「水溜まり」「泉池川」など諸説が後人の研究によって挙げられている。

## 駅構造
駅舎に面した単式ホーム1面1線と、ホームのない副本線1線を持つ地上駅。一線スルー構造である。倶知安駅管理の無人駅。駅舎は「町民サロン」を併設しているが、いたって小さい。

交換設備が1986年に一旦撤去されている。現在のダイヤでは充分なものの、2000年の有珠山噴火の際に室蘭本線が一部不通となり、通常室蘭本線・千歳線経由で運転されている特急列車や貨物列車を函館本線（長万部駅 - 札幌駅間）経由で運行することになったが、交換設備が少ないため運休列車が多発した。今後も室蘭本線災害時の迂回ルートとなるため、災害時輸送力増強を目的として当駅に交換設備が再度設置された。

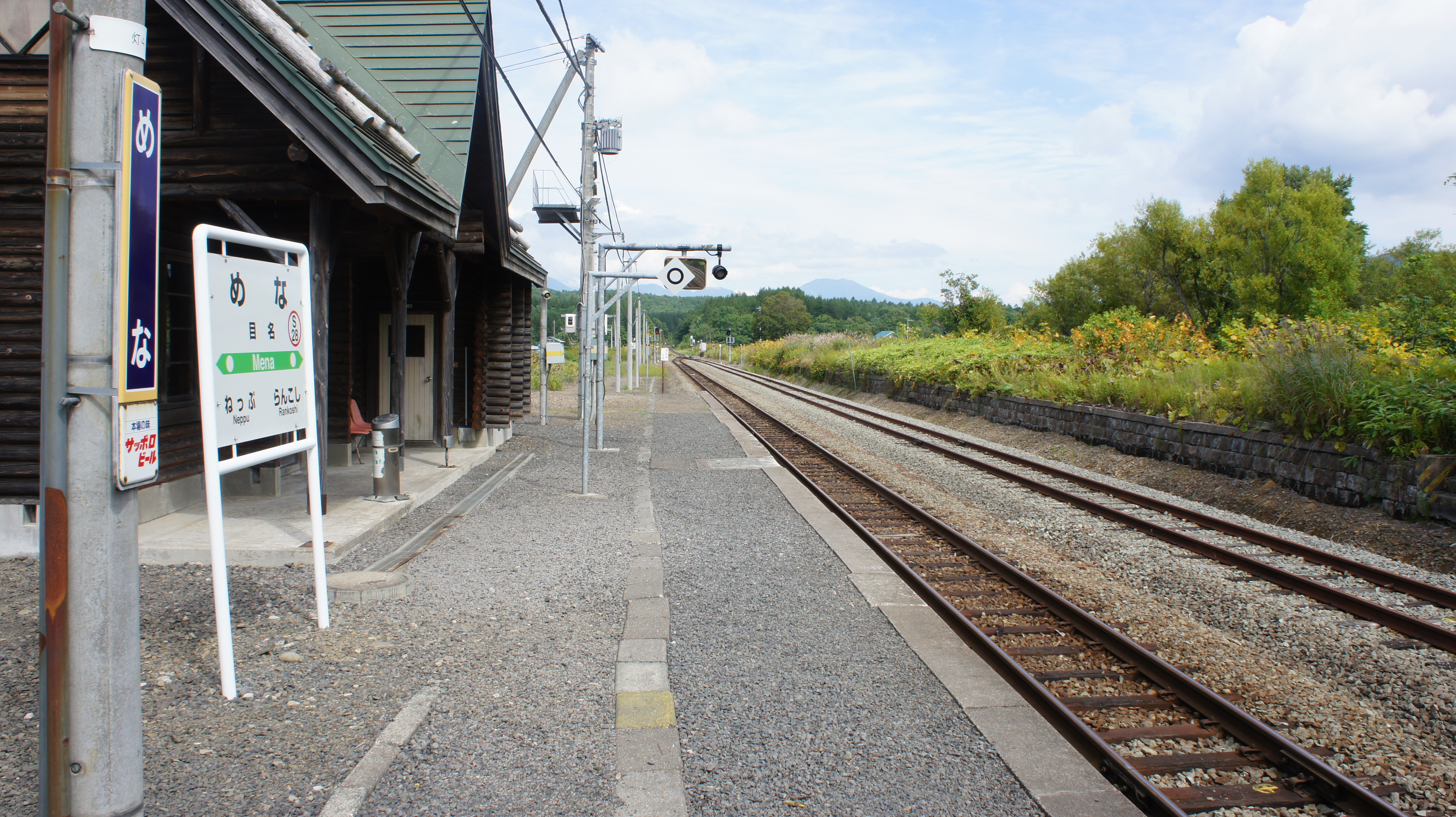
ホーム（2017年9月）

## 利用状況
乗車人員の推移は以下の通り。年間の値のみ判明している年度は日数割で算出した参考値を括弧書きで示す。出典が「乗降人員」となっているものについては1/2とした値を括弧書きで乗車人員の欄に示し、備考欄で元の値を示す。
また、「JR調査」については、当該の年度を最終年とする過去5年間の各調査日における平均である。
| 年度               | 乗車人員（人） | 乗車人員（人） | 乗車人員（人） | 出典       | 備考 |
| 年度               | 年間           | 1日平均        | JR調査         | 出典       | 備考 |
| ------------------ | -------------- | -------------- | -------------- | ---------- | ---- |
| 1978年（昭和53年） |                | 175.0          |                | [ 8 ]      |      |
| 2015年（平成27年） |                |                | 「10名以下」   | [ JR北 2 ] |      |
| 2017年（平成29年） |                |                | 9.0            | [ 9 ]      |      |
| 2018年（平成30年） |                |                | 7.6            | [ 10 ]     |      |
| 2019年（令和元年） |                |                | 「10名以下」   | [ JR北 3 ] |      |
| 2020年（令和02年） |                |                | 「10名以下」   | [ JR北 4 ] |      |

## 駅周辺
- 北海道道752号名駒田下線
- 蘭越町役場目名出張所
- 目名郵便局
- 国道5号
- 道の駅らんこし・ふるさとの丘
- 蘭越町らんらん号「目名駅」[11]

## 隣の駅
北海道旅客鉄道（JR北海道）
■函館本線
熱郛駅 (S29) - *上目名駅 - 目名駅 (S28) - 蘭越駅 (S27)
*打消線は廃駅

### JR北海道
1. ↑  『駅番号表示（駅ナンバリング）を実施します』（PDF）（プレスリリース）北海道旅客鉄道、2007年9月12日。オリジナルの2007年9月30日時点におけるアーカイブ。2014年9月6日閲覧。
2. ↑  “極端にご利用の少ない駅（3月26日現在）” (PDF). 平成28年度事業運営の最重点事項.   北海道旅客鉄道. p. 6 (2016年3月28日). 2017年9月25日閲覧。
3. ↑  “駅別乗車人員” (PDF). 地域交通を持続的に維持するために > 全線区のご利用状況.   北海道旅客鉄道 (2020年10月30日). 2020年11月2日時点のオリジナルよりアーカイブ。2020年11月5日閲覧。
4. ↑  “駅別乗車人員” (PDF). 地域交通を持続的に維持するために > 全線区のご利用状況.   北海道旅客鉄道 (2021年9月30日). 2022年1月1日時点のオリジナルよりアーカイブ。2022年1月1日閲覧。